# Мелащенко Микола Володимирович
Микола Володимирович Мелащенко (28 квітня 1911, село Кучинівка, Сновський район, Чернігівська область — 4 квітня 1998, Сновський район, Чернігівська область) — учасник Другої світової війни, стрілець 43-го стрілецького полку 106-ї стрілецької дивізії 65-ї армії Центрального фронту, червоноармієць, Герой Радянського Союзу (1943).

## Біографія
Микола Мелащенко народився 15 квітня (28 квітня) 1911 року в селі Кучинівка - зараз Сновський район, Чернігівська область в сім'ї селянина. Українець. Освіта початкова. Працював у колгоспі.
В 1943 году Щорським РВК призваний до лав РСЧА. В боях Другої Світової війни з жовтня 1943 року. Воював на Центральному фронті.
15 жовтня 1943 року стрілець 43-го стрілецького полку червоноармієць М. В. Мелащенко в складі передового загону переправився на правий берег Дніпра в районі селища Лоєв Гомельської області. Разом із бійцями прорвався в глибину оборони, де захопив штаб ворожого полку з важливими оперативними документами.
Указом Президії Верховної Ради СРСР від 30 жовтня 1943 року за мужність та героїзм, виявлені під час форсування Дніпра й утримання плацдарму на його правому березі червоноармійцю Мелащенку Миколі Володимировичу присвоєне звання Героя Радянського Союзу із врученням ордена Леніна та медалі "Золота Зірка" (№6637).
Після війни М. В. Мелащенко був демобілізований. Мешкав в рідному селі, працював у колгоспі. Помер 24 квітня 1998 року.
Також нагороджений орденом Вітчизняної війни 1-го ступеня (1985), медалями.